# Dreifaltigkeitskirche (Neubruchhausen)

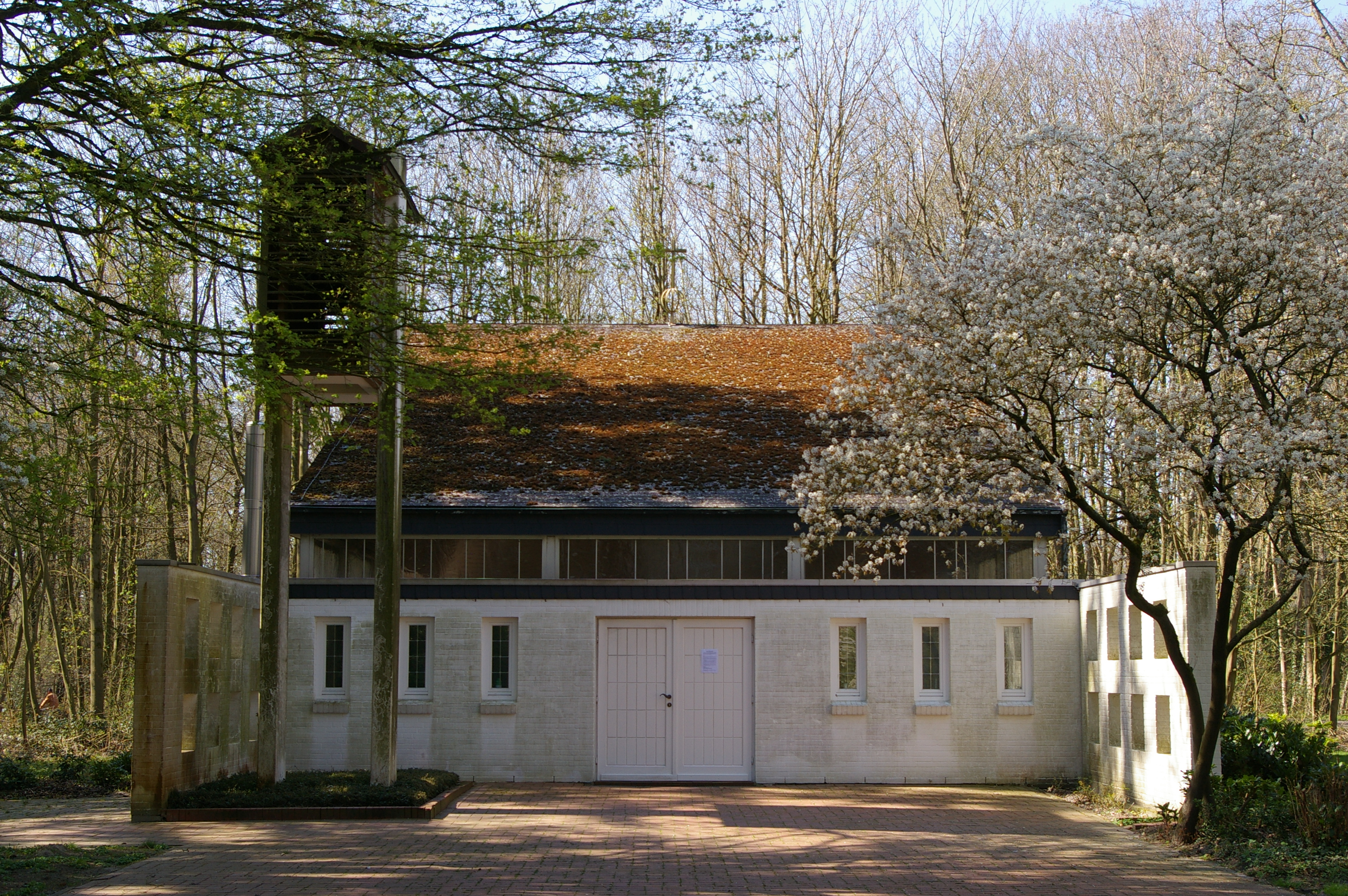
Dreifaltigkeitskirche

Die evangelisch-lutherische, denkmalgeschützte Dreifaltigkeitskirche steht in Neubruchhausen, einem Ortsteil der Stadt Bassum im Landkreis Diepholz von Niedersachsen. Die Kirchengemeinde gehört zum Kirchenkreis Syke-Hoya im Sprengel Osnabrück der Evangelisch-lutherischen Landeskirche Hannovers.

## Geschichte
Aus verkehrstechnischen Gründen wurde 1970 die 1610–12 am Übergang der Hache gebaute Fachwerkkirche abgebrochen. Die ursprünglich geplante Umsetzung scheiterte am schlechten Zustand der Ständer. Als Ersatz wurde die 1972 eingeweihte Dreifaltigkeitskirche gebaut.

## Beschreibung
Die moderne Saalkirche hat unter dem Gesims des asymmetrischen Satteldaches ein umlaufendes Fensterband. Im vor der Kirche freistehenden Glockenstuhl hängt eine Kirchenglocke, die 1608 gegossen wurde.
Die Kirchenausstattung der alten Kirche wurde übernommen. Den geschnitzten zweigeschossigen aufgebauten Altar hatte Eberhard von Bothmer gestiftet. Im unteren Bild, links flankiert von Johannes dem Täufer, rechts von Apostel Paulus, wird das Abendmahl Jesu dargestellt. Außen sind die Wappen des Stifters aus der Familie derer von Bothmer und derer von Landesbergen zu sehen, darüber in einem tempelartigen Altarretabel Jesus Christus, zu seinen Seiten Maria Magdalena und Johannes. Auf der Brüstung der freistehenden Kanzel sind Bilder der vier Evangelisten. Die Orgel mit drei Registern, einem Manual und einem angehängten Pedal hat 1958 Alfred Führer gebaut.